# Kolumneja
Kolumneja (lat. Columnea), rod vazdazelenih polugrmova ili grmova puzavih ili padačica iz porodice Gesneriaceae. Pripada mu 215 vrsta iz tropske Amerike i Antila, uglavnom u Kolumbiji i Peruu.

## Etimologija
Ime je dobio po Fabiju Colonni (latinski Fabius Columnus) (1567-1640), profesoru botanike u Napulju. Prvi je prikazao biljke s ilustracijama na bakrenim pločama.

## Opis roda
Columnea je očito jedan od najfascinantnije raznolikih rodova od svih Gesneriaceae! Nije samo divlje raznolik, juz to je najveći od svih neotropskih (američkih tropskih) rodova Gesneriaceae u smislu broja vrsta.
Columnea se nalazi od južnog Meksika do Bolivije, istočno do Amape, Brazil, a nekoliko vrsta može se pronaći na karipskim otocima. Bez obzira na točnu geografsku regiju u kojoj se vrsta nalazi, Columnea zahtijeva vlažnu tropsku klimu u kojoj temperature nikada ne dosegnu nulu ili čak blizu točke smrzavanja, a vlažnost ostaje na relativno visokoj razini tijekom cijele godine. Vrste Columnea ne nalaze se u sezonski suhim šumama, niti se većina vrsta pojavljuje na višim nadmorskim visinama u planinama Srednje i Južne Amerike, iako se srednje visine čine idealnima.
Većina vrsta Columnea su epifiti, rastu na deblima i granama drveća, često visoko u krošnjama šume. Može ih biti teško pronaći jer se botaničari koji tragaju za biljkama nisu često penjali po drveću u potrazi za biljkama. Ipak, mnogi su prikupljeni i pušteni u uzgoj gdje mogu uspijevati u privatnim kućama i staklenicima. Stvorene su i stotine hibrida.

## Rodovi
1. Columnea albiflora L. P. Kvist & L. E. Skog
2. Columnea albovinosa (M. Freiberg) J. L. Clark & L. E. Skog
3. Columnea aliena (C. V. Morton) C. V. Morton
4. Columnea allenii C. V. Morton
5. Columnea ambigua (Urb.) B. D. Morley
6. Columnea ampliata (Wiehler) L. E. Skog
7. Columnea angulata J. L. Clark & Tobar
8. Columnea angustata (Wiehler) L. E. Skog
9. Columnea anisophylla DC.
10. Columnea antennifera J. L. Clark & Clavijo
11. Columnea antiocana (Wiehler) J. F. Sm.
12. Columnea argentea Griseb.
13. Columnea arguta C. V. Morton
14. Columnea asteroloma (Wiehler) L. E. Skog
15. Columnea atahualpae J. F. Sm. & L. E. Skog
16. Columnea aurantia Wiehler
17. Columnea aurea Warsz.
18. Columnea bilabiata Seem.
19. Columnea billbergiana Beurl.
20. Columnea bivalvis J. L. Clark & M. Amaya
21. Columnea blancoi J.E.Jiménez, Chinchilla & Kriebel; otkrivena 2023
22. Columnea brenneri (Wiehler) B. D. Morley
23. Columnea brevipila Urb.
24. Columnea byrsina (Wiehler) L. P. Kvist & L. E. Skog
25. Columnea calotricha Donn. Sm.
26. Columnea canarina Wiehler
27. Columnea capillosa L. P. Kvist & L. E. Skog
28. Columnea carinata J. L. Clark & L. E. Skog
29. Columnea caudata M. Amaya & L. P. Kvist
30. Columnea cerropirrana (Wiehler) L. E. Skog
31. Columnea ceticeps J. L. Clark & J. F. Sm.
32. Columnea chiricana Wiehler
33. Columnea chocoensis M. Amaya & L. E. Skog
34. Columnea chrysotricha L. E. Skog & L. P. Kvist
35. Columnea ciliata (Wiehler) L. P. Kvist & L. E. Skog
36. Columnea citriflora L. E. Skog
37. Columnea cobana Donn. Sm.
38. Columnea colombiana (Wiehler) L. P. Kvist & L. E. Skog
39. Columnea consanguinea Hanst.
40. Columnea coronata M. Amaya, L. E. Skog & L. P. Kvist
41. Columnea coronocrypta M. Amaya, L. E. Skog & L. P. Kvist
42. Columnea corralesii M. Amaya & J. F. Sm.
43. Columnea crassa C. V. Morton
44. Columnea crassicaulis (Wiehler) L. P. Kvist & L. E. Skog
45. Columnea crassifolia Brongn.
46. Columnea cruenta B. D. Morley
47. Columnea cuspidata L. E. Skog & L. P. Kvist
48. Columnea dictyophylla Donn. Sm.
49. Columnea dielsii Mansf.
50. Columnea dimidiata (Benth.) Kuntze
51. Columnea dissimilis C. V. Morton
52. Columnea domingensis (Urb.) B. D. Morley
53. Columnea dressleri Wiehler
54. Columnea eburnea (Wiehler) L. P. Kvist & L. E. Skog
55. Columnea elongatifolia L. P. Kvist & L. E. Skog
56. Columnea ericae Mansf.
57. Columnea erythrophaea Decne. ex Houllet
58. Columnea erythrophylla Hanst.
59. Columnea eubracteata Mansf.
60. Columnea fawcettii (Urb.) C. V. Morton
61. Columnea fernandezii M. Amaya
62. Columnea ferruginea J. F. Sm. & J. L. Clark
63. Columnea figueroae M. Amaya
64. Columnea filamentosa L. E. Skog
65. Columnea filifera (Wiehler) L. E. Skog & L. P. Kvist
66. Columnea filipes Oliv.
67. Columnea fimbricalyx L. P. Kvist & L. E. Skog
68. Columnea flaccida Seem.
69. Columnea flavostriata J.L.Clark; otkrivena 2024
70. Columnea flexiflora L. P. Kvist & L. E. Skog
71. Columnea floribunda Tobar & J. L. Clark
72. Columnea florida C. V. Morton
73. Columnea fluidifolia J. L. Clark & F. Tobar
74. Columnea foreroi M. Amaya
75. Columnea formosa (C. V. Morton) C. V. Morton
76. Columnea fractiflexa J. F. Sm. & J. L. Clark
77. Columnea fritschii (Rusby) J. F. Sm.
78. Columnea fuscihirta L. P. Kvist & L. E. Skog
79. Columnea gallicauda Wiehler
80. Columnea gigantifolia L. P. Kvist & L. E. Skog
81. Columnea glabra Oerst.
82. Columnea grata C. V. Morton
83. Columnea grisebachiana Kuntze
84. Columnea guatemalensis Sprague
85. Columnea guianensis C. V. Morton
86. Columnea guttata Poepp. & Endl.
87. Columnea harrisii (Urb.) Britton ex C. V. Morton
88. Columnea herthae Mansf.
89. Columnea hiantiflora Wiehler
90. Columnea hirsuta Sw.
91. Columnea hirsutissima C. V. Morton
92. Columnea hirta Klotzsch & Hanst.
93. Columnea hispida Sw.
94. Columnea hypocyrtantha (Wiehler) J. F. Sm. & L. E. Skog
95. Columnea illepida H. E. Moore
96. Columnea inaequilatera Poepp. & Endl.
97. Columnea incarnata C. V. Morton
98. Columnea incredibilis L. P. Kvist & L. E. Skog
99. Columnea isernii Cuatrec.
100. Columnea kalbreyeriana Mast.
101. Columnea karstenianum R.Kr.Singh
102. Columnea katzensteiniae (Wiehler) L. E. Skog & L. P. Kvist
103. Columnea kienastiana Regel
104. Columnea kucyniakii Raymond
105. Columnea labellosa H. Karst.
106. Columnea laciniata J. L. Clark & M. Amaya
107. Columnea laevis L. P. Kvist & L. E. Skog
108. Columnea lanata (Seem.) Kuntze
109. Columnea lariensis Kriebel
110. Columnea lehmannii Mansf.
111. Columnea lepidocaula Hanst.
112. Columnea linearis Oerst.
113. Columnea longinervosa L. P. Kvist & L. E. Skog
114. Columnea longipedicellata M. Amaya, Clavijo & O. H. Marín
115. Columnea lophophora Mansf.
116. Columnea lucifer J. L. Clark
117. Columnea machupicchuensis J.L.Clark & J.F.Sm; otkrivena 2024
118. Columnea maculata C. V. Morton
119. Columnea magnifica Klotzsch & Hanst. ex Oerst.
120. Columnea manabiana (Wiehler) J. F. Sm. & L. E. Skog
121. Columnea mastersonii (Wiehler) L. P. Kvist & L. E. Skog
122. Columnea matudae (Wiehler) L. P. Kvist & L. E. Skog
123. Columnea medicinalis (Wiehler) L. P. Kvist & L. E. Skog
124. Columnea megafolia L. E. Skog & M. Amaya
125. Columnea microcalyx Hanst.
126. Columnea microphylla Klotzsch & Hanst. ex Oerst.
127. Columnea minor (Hook.) Hanst
128. Columnea minutiflora L. P. Kvist & L. E. Skog
129. Columnea mira B. D. Morley
130. Columnea moesta Poepp. & Endl.
131. Columnea moorei C. V. Morton
132. Columnea nariniana (Wiehler) L. P. Kvist & L. E. Skog
133. Columnea nematoloba L. P. Kvist & L. E. Skog
134. Columnea nervosa (Klotzsch ex Oerst.) Hanst.
135. Columnea nicaraguensis Oerst.
136. Columnea oblongifolia Rusby
137. Columnea ochroleuca (Oerst.) Klotzsch & Hanst.
138. Columnea oerstediana Klotzsch ex Oerst.
139. Columnea orientandina (Wiehler) L. P. Kvist & L. E. Skog
140. Columnea ornata (Wiehler) L. E. Skog & L. P. Kvist
141. Columnea ovatifolia L. P. Kvist & L. E. Skog
142. Columnea oxyphylla Hanst.
143. Columnea panamensis C. V. Morton
144. Columnea paraguensis M. Amaya & J. F. Sm.
145. Columnea paramicola (Wiehler) L. P. Kvist & L. E. Skog
146. Columnea parviflora C. V. Morton
147. Columnea pectinata C. V. Morton
148. Columnea pedunculata M. Amaya, L. E. Skog & L. P. Kvist
149. Columnea pendens F. Tobar, J. L. Clark & J. F. Sm.
150. Columnea pendula (Klotzsch ex Oerst.) Hanst.
151. Columnea perpulchra C. V. Morton
152. Columnea peruviana Zahlbr.
153. Columnea polyantha (Wiehler) L. E. Skog
154. Columnea poortmannii (Wiehler) L. P. Kvist & L. E. Skog
155. Columnea praetexta Hanst.
156. Columnea proctorii Stearn
157. Columnea pubescens (Griseb.) Kuntze
158. Columnea pulcherrima C. V. Morton
159. Columnea pulchra (Wiehler) L. E. Skog
160. Columnea purpurata Hanst.
161. Columnea purpureovittata (Wiehler) B. D. Morley
162. Columnea purpurimarginata L. P. Kvist & L. E. Skog
163. Columnea purpusii Standl.
164. Columnea pygmaea J. L. Clark & J. F. Sm.
165. Columnea querceti Oerst.
166. Columnea queremalensis M. Amaya, L. E. Skog & L. P. Kvist
167. Columnea rangelii M. Amaya & O. H. Marín
168. Columnea raymondii C. V. Morton
169. Columnea repens (Hook.) Hanst.
170. Columnea reticulata M. Amaya, L. E. Skog, C. E. González & J. F. Sm.
171. Columnea rileyi (Wiehler) J. F. Sm.
172. Columnea ringens Regel
173. Columnea robusta (Wiehler) L. E. Skog
174. Columnea rosea (C. V. Morton) C. V. Morton
175. Columnea rubra C. V. Morton
176. Columnea rubriacuta (Wiehler) L. P. Kvist & L. E. Skog
177. Columnea rubribracteata L. P. Kvist & L. E. Skog
178. Columnea rubricalyx L. P. Kvist & L. E. Skog
179. Columnea rubricaulis Standl.
180. Columnea rubrocincta C. V. Morton
181. Columnea rutilans Sw.
182. Columnea sanguinea (Pers.) Hanst.
183. Columnea sanguinolenta (Klotzsch ex Oerst.) Hanst.
184. Columnea scandens L.
185. Columnea schiedeana Schltdl.
186. Columnea schimpffii Mansf.
187. Columnea segregat a B. D. Morley
188. Columnea sericeovillosa Suess.
189. Columnea serrata (Oerst.) Hanst.
190. Columnea silvarum C. V. Morton
191. Columnea skogii M. Amaya
192. Columnea spathulata Mansf.
193. Columnea stilesiana M. Amaya & L. P. Kvist
194. Columnea strigosa Benth.
195. Columnea subcordata C. V. Morton
196. Columnea suffruticosa J. F. Sm. & L. E. Skog
197. Columnea sulcata L. E. Skog & L. P. Kvist
198. Columnea sulfurea Donn. Sm.
199. Columnea tandapiana (Wiehler) L. E. Skog & L. P. Kvist
200. Columnea tecta J. L. Clark & Clavijo
201. Columnea tenella L. P. Kvist & L. E. Skog
202. Columnea tenensis (Wiehler) B. D. Morley
203. Columnea tenuis Klotzsch ex Oerst.
204. Columnea tessmannii Mansf.
205. Columnea tincta Griseb.
206. Columnea tomentulosa C. V. Morton
207. Columnea trollii Mansf.
208. Columnea tuerckheimii Sprague
209. Columnea tutunendana (Wiehler) L. E. Skog
210. Columnea ulei Mansf.
211. Columnea ultraviolacea J. F. Sm. & L. E. Skog
212. Columnea urbanii Stearn
213. Columnea verecunda C. V. Morton
214. Columnea villosissima Mansf.
215. Columnea vittata (Wiehler) L. E. Skog
216. Columnea xiphoidea J. F. Sm. & L. E. Skog
217. Columnea zebranella Wiehler
218. Columnea zebrina Raymond